# Pierre Lucas (homme politique, 1928)
Pour les articles homonymes, voir Pierre Lucas et Lucas.
Pierre Lucas, né le 25 janvier 1928 à Marseille (Bouches-du-Rhône) et mort le 27 janvier 2025 à Nice, est un résistant et homme politique français.

## Détail des fonctions et des mandats
Mandat parlementaire
- 30 juin 1968 - 1er avril 1973 : Député de la 2e circonscription des Bouches-du-Rhône